# دومينيون نيوفاوندلاند
دومينيون نيوفاوندلاند هي دولة تقع في شرق أمريكا الشمالية، وتُعرف في وقتنا الحاضر بالمقاطعة الكندية الحديثة نيوفاوندلاند ولابرادور. أُنشئت في 26 سبتمبر 1907، وأكد عليها إعلان بلفور الصادر في عام 1926 بالإضافة إلى التشريع الأساسي في ويستمنستر عام 1931.شملت الدولة جزيرتي نيوفاوندلاند ولابرادور الواقعتين ضمن البر القاري. كانت نيوفاوندلاند واحدة من الدومينيونات الأصلية في إطار المدلول الوارد في إعلان بلفور، أي أنها تتمتع بوضع دستوري يعادل الدوينيونات الأخرى في ذلك الوقت.
في عام 1934، أصبحت نيوفاوندلاند الدولة الوحيدة التي تخلت عن وضع الحكم الذاتي، منهية بذلك 79 عامًا من الحكم الذاتي. صدر هذا القرار في أعقاب تعرُّض الدولة لأزمة مالية عامة في عام 1932. تراكم على نيوفاوندلاند قدر كبير من الديون بسبب عمليات بناء سكة حديد عبر الجزيرة، والتي جرى الانتهاء منها في عام 1890، بالإضافة إلى إنشاء فوج خاص بها خلال الحرب العالمية الأولى. في نوفمبر 1932، حذرت الحكومة من تخلف نيوفاوندلاند عن سداد الديون العامة. سرعان ما أنشأت الحكومة البريطانية لجنة نيوفاوندلاند الملكية للتحقيق في وضع الدولة وتقديم تقرير عنه. أوصى تقرير اللجنة، الذي نُشر في أكتوبر 1933، نيوفاوندلاند بالتخلي مؤقتًا عن نظام الحكم الذاتي والسماح للمملكة المتحدة بإدارة الدومينيون بواسطة لجنة معينة.
قبِل برلمان نيوفاوندلاند التوصيات وقدم التماسًا إلى الملك لطلب تعليق العمل بالدستور وتعيين مفوضين لإدارة الحكومة إلى أن تتمكن البلاد من دعم نفسها مرة أخرى. لتمكين الامتثال للطلب، أقر البرلمان البريطاني قانون نيوفاوندلاند لعام 1933، وفي 16 فبراير 1934، عينت الحكومة البريطانية لجنة مكونة من ستة مفوضين، ثلاثة من نيوفاوندلاند وثلاثة من المملكة المتحدة، ونصبت الحاكم رئيسًا لها. استمر نظام لجنة الحكومة المكونة من ستة أعضاء بحكم نيوفاوندلاند إلى أن انضمت إلى كندا في عام 1949 لتصبح المقاطعة العاشرة لكندا.

## أصل التسمية والرموز الوطنية
كان الاسم الرسمي للدومينيون هو نيوفاوندلاند وليس دومينيون نيوفاوندلاند كما ورد في بعض الأحيان. يتضح هذا التمييز في العديد من الأنظمة الأساسية، أبرزها تشريع ويستمنستر الأساسي الذي يرد فيه الاسم الكامل لكل مملكة، بما في ذلك «دومينيون نيوزيلندا» و«دومينيون كندا» و«نيوفاوندلاند.»
استُخدمت الراية الزرقاء في نيوفاوندلاند رمزًا للعلم استعماري من عام 1870 إلى 1904. استُخدمت الراية الحمراء في نيوفاوندلاند للدلالة على العلم الوطني للدومنيون «بحكم الواقع» إلى أن اعتمدت السلطة التشريعية علم الاتحاد في 15 مايو 1931.
نشيد الدومينيون الوطني هو «قصيدة إلى نيوفاوندلاند»، والذي كتبه الحاكم الاستعماري البريطاني السير تشارلز كافنديش بويل في عام 1902 أثناء إدارته لنيوفاوندلاند من عام 1901 إلى 1904. اعتُمد هذا النشيد في الدومينيون بتاريخ 20 مايو 1904، واستمر ذلك إلى أن اتحدت الدولة مع كندا في عام 1949. في عام 1980، أعادت مقاطعة نيوفاوندلاند اعتماد «قصيدة إلى نيوفاوندلاند» نشيدًا إقليميًا، ما جعل نيوفاوندلاند ولابرادور المقاطعة الوحيدة في كندا التي تعتمد نشيد المقاطعة. ما زال الاستماع إلى «قصيدة إلى نيوفاوندلاند» في المناسبات العامة في المقاطعة مستمرًا، ومع ذلك، جرت العادة غناء المقاطع الأولى والأخيرة فقط.

## الأصول السياسية
في عام 1854، أنشأت الحكومة البريطانية حكومة نيوفاوندلاند المسؤولة. في عام 1855، فاز فيليب فرانسيس ليتل، أحد مواطني جزيرة الأمير إدوارد، بأغلبية برلمانية متفوقًا على السير هيو هويلز وحزب المحافظين. شكل ليتل إدارته الأولى التي دام حكمها من عام 1855 إلى 1858. رفضت نيوفاوندلاند الاتحاد مع كندا في الانتخابات العامة لعام 1869. كان رئيس وزراء كندا السير جون تومسون على وشك التفاوض حول دخول نيوفاوندلاند في الاتحاد عام 1892.
بقيت نيوفاوندلاند مُستعمرة إلى أن عقد المؤتمر الإمبراطوري في عام 1907 العزم على منح جميع المستعمرات المستقلة السيطرة على الحكم. يُحتفل بهذه المناسبة أثناء العيد السنوي ليوم دومينيون في كل 26 سبتمبر.